# Заріччя (Вілейський район)
Заріччя (біл. вёска Зарэчье) — село в складі Вілейського району Мінської області, Білорусь. Село підпорядковане Іллінській сільській раді, розташоване в північній частині області.

## Історія
У 1921–1945 роках застінок знаходилось у Польщі, у Вільнюськім воєводстві, Вілейського повіту, у гміні Ілля.

## Населення
- 1921 рік — 28 людини, 4 будинків[1].
- 1931 рік — 24 людини, 5 будинків[2].